# Galbenu
Galbenu is een Roemeense gemeente in het district Brăila.
Galbenu telt 3366 inwoners.